# Езеріш
Езеріш (рум. Ezeriș) — село у повіті Караш-Северін в Румунії. Входить до складу комуни Езеріш.
Село розташоване на відстані 348 км на захід від Бухареста, 12 км на північ від Решиці, 64 км на південний схід від Тімішоари.

## Населення
За даними перепису населення 2002 року у селі проживали 705 осіб.
Національний склад населення села:
| Національність            | Кількість осіб | Відсоток |
| ------------------------- | -------------- | -------- |
| румуни                    | 626            | 88,8%    |
| цигани                    | 48             | 6,8%     |
| угорці                    | 18             | 2,6%     |
| не вказали національність | 7              | 1,0%     |

Рідною мовою назвали:
| Мова      | Кількість осіб | Відсоток |
| --------- | -------------- | -------- |
| румунська | 636            | 90,2%    |
| циганська | 47             | 6,7%     |
| угорська  | 18             | 2,6%     |